# Cefalocordats
Els cefalocordats (Cephalochordata), també anomenats llancetes, són un subembrancament d'animals cordats, els més propers als vertebrats. El seu principal interès científic rau en la seva relació amb els cordats. Només se'n coneixen unes 25 espècies, agrupades en dues famílies i tres gèneres. Estan formats per un cos allargat i translúcid, sense cap i amb un notocordi que va d'un extrem a l'altre, flanquejat per files de músculs que els permeten desplaçar-se per l'aigua i enterrar-se al llit marí. Disposen d'una gran cavitat faríngea amb fenedures branquials. A diferència dels vertebrats, el nervi dorsal (característic també de tots els cordats) no està protegit per ossos. Malgrat les grans semblances que tenen amb els vertebrats el conjunt dels seus caràcters específics suggereixen que no poden ser els avantpassats dels vertebrats i s'han de considerar, com es fa actualment, un grup germà. La seva alimentació es compon bàsicament de plàncton.

Esquema d'un cefalocordat. 1: globus pseudocerebral - 2: notocordi - 3: corda nerviosa dorsal - 4: cua post-anal - 5: anus - 6: tub digestiu - 7: sistema circulatori - 8: porus abdominals - 9: cavitat superfaríngea - 10: solcs branquials - 11: faringe - 12: cavitat bucal - 13: mimosa - 14: obertura bucal - 15: gònades (ovaris/testicles) - 16: sensor de llum - 17: nervis - 18: plec abdominal - 19: sac hepàtic

## Taxonomia
A l'inici de la pàgina hi ha la classificació de les espècies de llancetes actuals; aquí la classificació completa:
Subembrancament Cephalochordata
- Classe Leptocardii
  - Ordre Amphioxiformes
    - Acrania †
    - Cathaymyrus †
      - Cathaymyrus diadexus †
      - Cathaymyrus haikouensis †

    - Metaspriggina †
      - Metaspriggina walcotti †

    - Paleobranchiostoma †
      - Paleobranchiostoma hamatotergum †

    - Pikaia †
      - Pikaia gracilens †

    - Família Asymmetronidae
      - Genus Asymmetron (Andrews, 1893)
        - Asymmetron inferum (Nishikawa, 2004)
        - Asymmetron lucayanum (Andrews, 1893)

      - Genus Epigonichthys (Peters, 1876)
        - Epigonichthys australis (Raff, 1912)
        - Epigonichthys bassanus (Günther, 1884)
        - Epigonichthys cingalensis (Kirkaldy, 1894); nomen dubium[2]
        - Epigonichthys cultellus Peters, 1877
        - Epigonichthys hectori (Benham, 1901)
        - Epigonichthys maldivensis (Foster Cooper, 1903)

    - Família Branchiostomidae (Bonaparte, 1841)
      - Genus Branchiostoma
        - Branchiostoma africae (Hubbs, 1927)
        - Branchiostoma arabiae (Webb, 1957)
        - Branchiostoma bazarutense (Gilchrist, 1923)
        - Branchiostoma belcheri (Gray, 1847)
        - Branchiostoma bennetti (Boschung i Gunter, 1966)
        - Branchiostoma bermudae (Hubbs, 1922)
        - Branchiostoma californiense (Andrews, 1893)
        - Branchiostoma capense (Gilchrist, 1902)
        - Branchiostoma caribaeum (Sundevall, 1853)
        - Branchiostoma clonaseum
        - Branchiostoma elongatum (Sundevall, 1852)
        - Branchiostoma floridae (Hubbs, 1922)
        - Branchiostoma gambiense (Webb, 1958)
        - Branchiostoma indicum (Willey, 1901)
        - Branchiostoma japonicum (Willey, 1896)
        - Branchiostoma lanceolatum (Pallas, 1774)
        - Branchiostoma leonense (Webb, 1956)
        - Branchiostoma longirostrum (Boschung, 1983)
        - Branchiostoma malayanum (Webb, 1956)
        - Branchiostoma moretonense (Kelly, 1966); nomen dubium[3][4]
        - Branchiostoma nigeriense (Webb, 1955)
        - Branchiostoma platae (Hubbs, 1922)
        - Branchiostoma senegalense vWebb, 1955)
        - Branchiostoma tattersalli (Hubbs, 1922)
        - Branchiostoma virginiae (Hubbs, 1922)